# Mỹ Thành, Lạc Sơn
Mỹ Thành là một xã thuộc huyện Lạc Sơn, tỉnh Hòa Bình, Việt Nam.
Xã Mỹ Thành có diện tích 36,25 km², dân số năm 1999 là 3868 người, mật độ dân số đạt 107 người/km².
Xã Mỹ Thành được thành lập từ năm 1957, tách ra từ xã Dân Tiến huyện Lạc Sơn trước đây. Có diện tích đất tự nhiên 3.626,7 ha. Địa hình phức tạp hầu hết là rừng núi, phía Bắc giáp xã Kim Truy huyện Kim Bôi và xã Quý Hoà, huyện Lạc Sơn, phía đông giáp xã Cuối Hạ, huyện Kim Bôi, phía tây giáp xã Văn Nghĩa, huyện Lạc Sơn. Phía nam xã Lạc Sỹ huyện Yên Thủy.
Xã Mỹ Thành có 7 Mường (xóm): xóm Đồi Cả, Mường Riệc, xóm Sỳ, xóm Cỏ, Xào Bùi, xóm Bây, Ba Rường.
Đại đa số người dân ở đây là người Mường.
Nơi đây có Nhà thờ lớn nhất Hòa Bình, mọi người vẫn thường được biết với tên Nhà thờ Riệc.
Nhà thờ Riệc một trong những địa danh tôn giáo đồ sộ bậc nhất Miền Bắc. Công trình nhà thờ Thiên chúa giáo hiện nay tại xóm Riệc Mỹ Thành được xây dựng trên nền công trình cũ, bắt đầu xây dựng tháng 10 năm 2007. Công trình uy nghi này cây dựng trong vòng 4 năm thì hoàn thành.
Nói về nguồn gốc của ngôi nhà thờ này. Được xây dựng năm 1913 sau 55 năm Thực dân Pháp đô hộ Việt Nam.  Được xây dựng theo phong cách kiến trúc Pháp, như những công trình cùng thời kỳ tại Miền Bắc như Nhà thờ lớn Hà Nội, Nhà thờ Nguyễn Biểu Hay Hàm Long… Nhà thờ Hà Thao Hà Nam…, Nhà thờ Riệc lại xây dựng một cách khác, Mái vòm lợp ngói và những phần chịu lực được làm bằng gỗ được khai thác tại ở ngay Hòa Bình.
Gạch và ngói được vận chuyển theo như lời các "mệ" hồi xưa kể là được vận chuyển tự Vụ Bản (Lạc Sơn) dùng sức người gánh và trâu thồ... 
Chiến tranh nhà thờ còn là nơi trú ẩn cho Việt Minh nay là bộ đội ngày nay. (Người già ở làng vẫn thường kể) Có thời gian Nhà thờ đã bị bỏ hoang. Năm 1998 – 1999 dân làng Riệc đã tu sủa bằng cách lợp bằng tấm “bờ rô xi măng”  và trần được làm lại bằng trần nhựa.Vào năm 2007 nhà thờ chính thức được gỡ bỏ.
Mường Riệc có lẽ là nơi được biết đến nhiều nhất ở đây không chỉ với Nhà thờ lớn mà còn là nơi quân đội Viễn chinh Pháp từng đóng quân.
Đồi Ngừa (người dân ở đây vẫn gọi với cái tên Đỉnh Đồn hay "đồn Riệc") nằm giữa quả đồi đằng sau làng, nơi đây có thể bao quát được toàn bộ một vùng rộng lớn. có lẽ đó nên đã được chọn để làm đồn của quan đội viễn chinh Pháp.
Một số khac có thể nghe như " Ma Nhật" (nơi quân Nhật trong chiến tranh thế Đông Dương thiệt mạng)
Các đặc sản nơi đây bao gồm Mật ong, gà đồi, măng theo mùa, và đặc biệt với món trứng kiến vào mỗi dịp cuối Xuân.
Mường Riệc ngoài tết cổ truyền nơi đây còn được biết đến là nơi có nhiều lễ công giáo nhất Lạc Sơn. như 25/12 là lễ Giáng Sinh, lễ Phục Sinh (không cố định ngày), lễ Đức Mẹ (không cố định ngày sau lễ phục sinh 50 ngày vào ngày chủ nhật, Lễ Anton 15/8, lễ 1/11.

## Liên kết
- Trang blog chính thức của Mường Riệc: muongriec.blogspot.com, matonghoabinh.net